# 紐波特賭場
紐波特賭場（英語：Newport Casino），由紐約先驅報的出版人小詹姆斯·戈登·貝內特於1879至1881年間斥資興建，位於美國羅德島州紐波特貝爾維尤大道，是一組運動場館和康樂中心建築群。它於1970年獲登記於國家史蹟名錄，並於1987年成為国家历史名胜。

## 外部連結
- 美国历史建筑调查（HABS） No. RI-331, "Newport Casino, 186–202 Bellevue Avenue, Newport, Newport County, RI", 21 photos, 21 data pages, 1 photo caption page
- Description of the Casino Theatre （页面存档备份，存于）
- Official site of the International Tennis Hall of Fame （页面存档备份，存于）*